# Янаи
Яна́и (яп. 柳井市 Янаи-си) — город в Японии, находящийся в префектуре Ямагути. Площадь города составляет 139,90 км², население — 33 185 человек (1 августа 2014), плотность населения — 237,21 чел./км².

## Географическое положение
Город расположен на острове Хонсю в префектуре Ямагути региона Тюгоку. С ним граничат города Хикари, Ивакуни и посёлки Хирао, Табусе, Каминосеки, Суоосима.

## Население
Население города составляет 33 185 человек (1 августа 2014), а плотность — 237,21 чел./км². Изменение численности населения с 1980 по 2005 годы:
| 1980 | 42 912 чел. |  |
| 1985 | 41 798 чел. |  |
| 1990 | 40 478 чел. |  |
| 1995 | 38 963 чел. |  |
| 2000 | 37 251 чел. |  |
| 2005 | 35 927 чел. |  |

## Символика
Деревом города считается ива, цветком — рододендрон.